# Dallas Open 2023
Giải quần vợt Dallas Mở rộng 2023 là một giải quần vợt nam thi đấu trên mặt sân cứng trong nhà. Đây là lần thứ 2 Giải quần vợt Dallas Mở rộng được tổ chức, và là một phần của ATP Tour 250 trong ATP Tour 2023. Giải đấu diễn ra tại Styslinger/Altec Tennis Complex ở Dallas, Hoa Kỳ, từ ngày 6–12 tháng 2 năm 2023.

## Điểm và tiền thưởng

### Phân phối điểm
| Sự kiện | VĐ  | CK  | BK | TK | Vòng 1/16 | Vòng 1/32 | Q  | Q2 | Q1 |
| Đơn     | 250 | 150 | 90 | 45 | 20        | 0         | 12 | 6  | 0  |
| Đôi     | 250 | 150 | 90 | 45 | 0         | —         | —  | —  | —  |

### Tiền thưởng
| Sự kiện | VĐ       | CK      | BK      | TK      | Vòng 1/16 | Vòng 1/32 | Q2     | Q1     |
| Đơn     | $112,125 | $65,405 | $38,450 | $22,280 | $12,940   | $7,905    | $3,955 | $2,155 |
| Đôi*    | $38,960  | $20,850 | $12,230 | $6,830  | $4,020    | —         | —      | —      |

*mỗi đội

## Nội dung đơn

### Hạt giống
| Quốc gia | Tay vợt           | Xếp hạng1 | Hạt giống |
| -------- | ----------------- | --------- | --------- |
| USA      | Taylor Fritz      | 8         | 1         |
| USA      | Frances Tiafoe    | 15        | 2         |
| CAN      | Denis Shapovalov  | 27        | 3         |
| SRB      | Miomir Kecmanović | 34        | 4         |
| USA      | John Isner        | 42        | 5         |
| USA      | J. J. Wolf        | 48        | 6         |
| USA      | Marcos Giron      | 57        | 7         |
| FRA      | Adrian Mannarino  | 58        | 8         |

- 1 Bảng xếp hạng vào ngày 30 tháng 1 năm 2023.

### Vận động viên khác
Đặc cách:
- Liam Krall
- Jack Sock
- Denis Shapovalov

Vượt qua vòng loại:
- Brandon Holt
- Alex Rybakov
- Zachary Svajda
- Fernando Verdasco

Thua cuộc may mắn:
- Gabriel Diallo

### Rút lui
- Jenson Brooksby → thay thế bởi  Steve Johnson
- Taro Daniel → thay thế bởi  Gabriel Diallo
- Kwon Soon-woo → thay thế bởi  Michael Mmoh
- Jiří Lehečka → thay thế bởi  Tseng Chun-hsin
- Brandon Nakashima → thay thế bởi  Christopher Eubanks
- Reilly Opelka → thay thế bởi  Wu Yibing
- Ben Shelton → thay thế bởi  Denis Kudla

## Nội dung đôi

### Hạt giống
| Quốc gia | Tay vợt           | Quốc gia | Tay vợt         | Xếp hạng1 | Hạt giống |
| -------- | ----------------- | -------- | --------------- | --------- | --------- |
| GBR      | Jamie Murray      | NZL      | Michael Venus   | 50        | 1         |
| USA      | Nathaniel Lammons | USA      | Jackson Withrow | 94        | 2         |
| GBR      | Julian Cash       | GBR      | Henry Patten    | 127       | 3         |
| SWE      | André Göransson   | JPN      | Ben McLachlan   | 145       | 4         |

- 1 Bảng xếp hạng vào ngày 30 tháng 1 năm 2023.

### Vận động viên khác
Đặc cách:
- Mitchell Krueger /  Thai-Son Kwiatkowski
- Pranav Kumar /  Adam Neff

### Rút lui
- Marcos Giron /  Brandon Nakashima → thay thế bởi  Christopher Eubanks /  Marcos Giron
- Reilly Opelka /  Ben Shelton → thay thế bởi  Radu Albot /  Jordan Thompson

## Nhà vô địch

### Đơn
- Wu Yibing đánh bại  John Isner, 6–7(4–7), 7–6(7–3), 7–6(14–12)

### Đôi
- Jamie Murray /  Michael Venus đánh bại  Nathaniel Lammons /  Jackson Withrow, 1–6, 7–6(7–4), [10–7]